# Torskarn
Torskarn är klippor i Finland.   De ligger i kommunen Hangö i landskapet Nyland, i den södra delen av landet, 110 km väster om huvudstaden Helsingfors.
Terrängen runt Torskarn är mycket platt. Havet är nära Torskarn söderut.  Närmaste större samhälle är Hangö, 8,8 km väster om Torskarn. 